# Colin Kenny (acteur)
Cet article concerne l'acteur irlandais. Pour le sénateur canadien, voir Colin Kenny.
Colin Kenny est un acteur irlandais, né le 4 décembre 1888 à Dublin, et mort le 2 décembre 1968 à Los Angeles, deux jours avant son 80e anniversaire.

## Filmographie partielle
- 1918 : Tarzan chez les singes (Tarzan of the Apes) de Scott Sidney : Neveu de Greystoke
- 1919 : Fiancé malgré lui (The Wishing Ring Man) de David Smith: Allen Harrington
- 1920 : 813 de Charles Christie et Scott Sidney : Gérard Beaupré
- 1921 : Le Petit Lord Fauntleroy (Little Lord Fauntleroy) d'Alfred E. Green et Jack Pickford : Bevis
- 1922 : The Ladder Jinx de Jess Robbins : Richard Twing
- 1922 : The Egg de Gilbert Pratt
- 1922 : The Weak-End Party réalisé par Gilbert M. Anderson
- 1924 : Dorothy Vernon (Dorothy Vernon of Haddon Hall) de Marshall Neilan : Dawson
- 1929 : The Clue of the New Pin d'Arthur Maude : L'inspecteur Carver
- 1935 : Capitaine Blood (Captain Blood) de Michael Curtiz : Lord Chester Dyke
- 1937 : London by Night de Wilhelm Thiele
- 1938 : Les Aventures de Robin des Bois (The Adventures of Robin Hood) de Michael Curtiz et William Keighley : Sir Baldwin
- 1939 : Pack Up Your Troubles de H. Bruce Humberstone : Capt. Benson
- 1939 : Nous ne sommes pas seuls (We Are Not Alone) d'Edmund Goulding
- 1941 : Docteur Jekyll et M. Hyde (Dr. Jekyll and Mr. Hyde) de Victor Fleming : Un policier
- 1942 : L'Escadrille des aigles (Eagle Squadron) d'Arthur Lubin : Garde feu
- 1944 : La Perle des Borgia (The Pearl of Death) de Roy William Neill : Garde de la sécurité
- 1946 : Cour criminelle (Criminal Court) de Robert Wise : Roberts
- 1947 : L'Exilé (The Exile) de Max Ophüls : Ross
- 1951 : La Voleuse d'amour (The Company She Keeps) de John Cromwell
- 1953 : J'aurai ta peau (I, the Jury) d'Harry Essex
- 1955 : Au service des hommes (A Man Called Peter) de Henry Koster : participant au rassemblement de la jeunesse